# Choristella
Choristella is een geslacht van weekdieren uit de klasse van de Gastropoda (slakken).

## Soorten
- Choristella agulhasae (A. H. Clarke, 1961)
- Choristella hickmanae McLean, 1992
- Choristella leptalea Bush, 1897
- Choristella marshalli McLean, 1992
- Choristella nofronii McLean, 1992
- Choristella ponderi McLean, 1992
- Choristella tenera (A. E. Verrill, 1882)
- Choristella vitrea (Kuroda & Habe, 1971)